# Oxalis glaberrima
Oxalis glaberrima är en harsyreväxtart som beskrevs av Norlind. Oxalis glaberrima ingår i släktet oxalisar, och familjen harsyreväxter. Inga underarter finns listade i Catalogue of Life.